# Colombier du Clos-Guéguen
Le colombier du Clos-Guéguen est un bâtiment à Hillion, une commune du département des Côtes-d'Armor dans la région Bretagne en France. 
Ce colombier du XVIe siècle, qui est en parfait état de conservation, est un des seuls témoignages de la puissante seigneurie du Clos-Guéguen. À l'époque, le métayer nettoie le colombier et récupère donc l'engrais des fientes, mais il ne peut tuer les pigeons réservés au seigneur.    

## Références

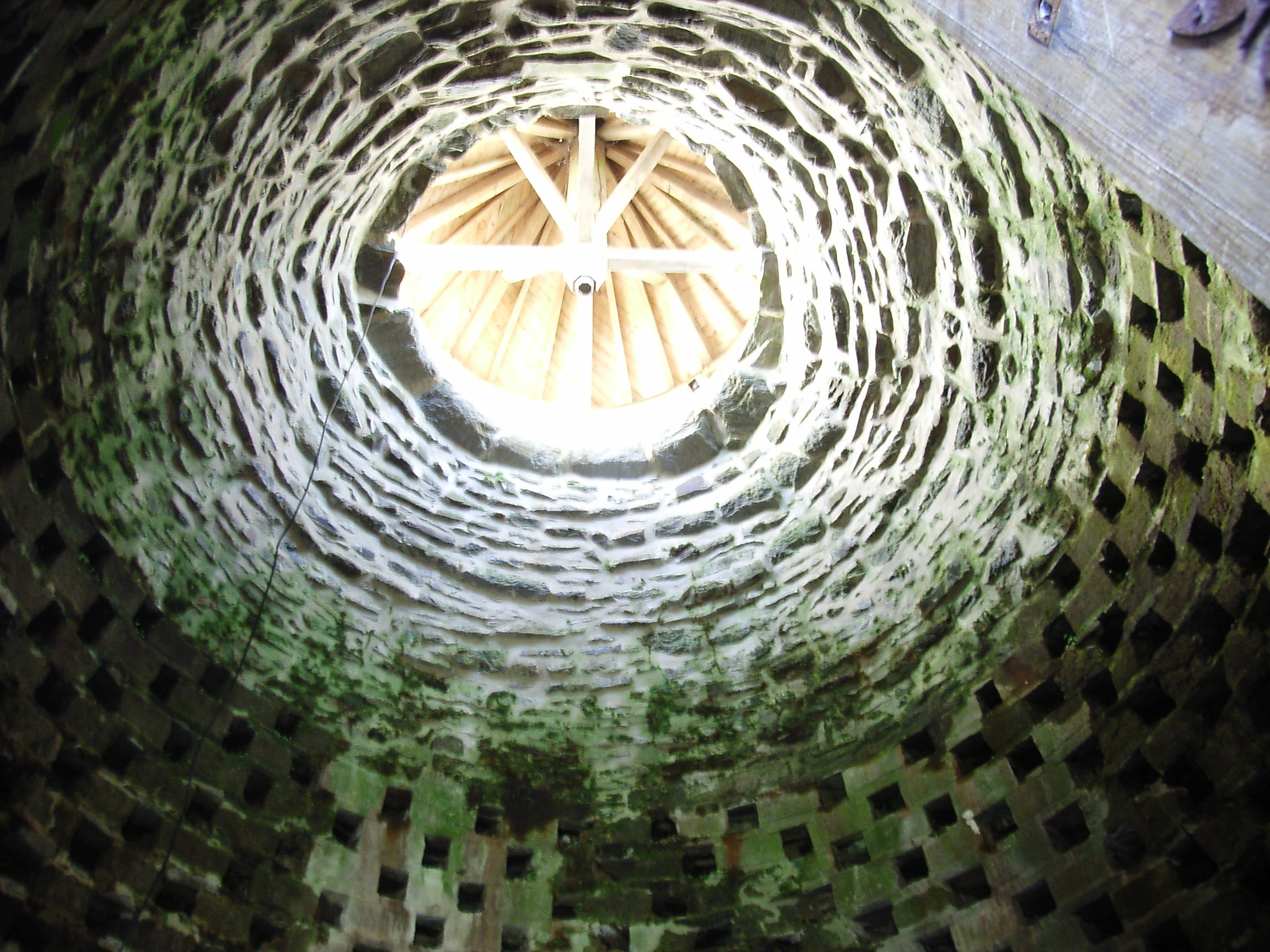
L'intérieur du colombier avec les nids